# Miejski Zakład Komunikacji Wejherowo
Miejski Zakład Komunikacji Wejherowo (MZK Wejherowo) – publiczny zakład komunikacyjny świadczący usługi w zakresie pasażerskiego transportu zbiorowego w Wejherowie oraz w okolicznych miejscowościach, czyli: Bolszewie, Gniewowie, Gościcinie, Gowinie, Górze, Kąpinie, Kębłowie, Kochanowie, Orlu, Redzie i Rumi. Jest członkiem MZKZG, który skupia innych miejskich przewoźników aglomeracji trójmiejskiej.

## Historia
7 września 1981 roku utworzono w Wejherowie miejską komunikację autobusową, którą zajmował się zakład komunikacji w Gdyni. Pierwszą utworzoną linią była linia nr 2, której trasa przebiegała od wejherowskiego szpitala przez ulicę Szpitalną, Chopina, I Dywizji Pancernej WP (obecnie I Brygady Pancernej WP), Rybacką, aż do Osiedla Kaszubskiego, a następnie ulicą Partyzantów, Chopina i Szpitalną z powrotem do szpitala. Autobus kursował tylko w dni powszednie. Ówczesny tabor stanowiły pojazdy Jelcz 043 (zwane popularniej „ogórkami”). W 1991 roku utworzono zakład budżetowy miasta, którego tabor stanowiły pojazdy Jelcz M11. W 1998 roku zostały zakupione pierwsze autobusy niskopodłogowe Neoplan N4016 (o numerach 401 i 402), które wycofano w 2013 i 2014 roku. 19 marca 2015 roku na linii nr 2 wprowadzono głosowe zapowiedzi przystanków w języku kaszubskim, obok istniejących w języku polskim. Od 6 stycznia 2016 roku zapowiedzi tego typu zastosowano na pozostałych liniach MZK Wejherowo. We wrześniu 2022 r. wprowadzono do taboru spółki pierwsze autobusy elektryczne - Solaris Urbino 12 electric - zakupione, dzięki dofinansowaniu z Narodowego Funduszu Ochrony Środowiska w ramach projektu „Zielony Transport Publiczny”.

## Tabor

### Tabor liniowy[3]
| Typ autobusu                                | Numer taborowy                              | Eksploatacja od                             | Udogodnienia | Liczba egzemplarzy | Grafika |
| ------------------------------------------- | ------------------------------------------- | ------------------------------------------- | --- | ------------------ | ------- |
| Solaris Urbino 12 II                        | 817                                         | 2005                                        | przewóz osób na wózkach · system informacji pasażerskiej · kasowniki · monitoring · pojazd niskopodłogowy · Internet bezprzewodowy                                         | 1                  |         |
| Solaris Urbino 12 III                       | 819, 823 – 832                              | 2006                                        | przewóz osób na wózkach · system informacji pasażerskiej · kasowniki · monitoring · pojazd niskopodłogowy · Internet bezprzewodowy                                         | 11                 |         |
| Solaris Urbino 12 III                       | 833, 834                                    | 2014                                        | przewóz osób na wózkach · system informacji pasażerskiej · kasowniki · monitoring · pojazd niskopodłogowy · Internet bezprzewodowy · klimatyzacja przestrzeni pasażerskiej | 2                  |         |
| Solaris Urbino 12 IV                        | 835 – 841                                   | 2015                                        | przewóz osób na wózkach · system informacji pasażerskiej · kasowniki · monitoring · pojazd niskopodłogowy · Internet bezprzewodowy · klimatyzacja przestrzeni pasażerskiej | 7                  |         |
| Solaris Urbino 12 IV FL                     | 842 – 846                                   | 2019                                        | przewóz osób na wózkach · system informacji pasażerskiej · kasowniki · monitoring · pojazd niskopodłogowy · Internet bezprzewodowy · klimatyzacja przestrzeni pasażerskiej | 5                  |         |
| Solaris Urbino 12 IV electric               | 101 – 104                                   | 2022                                        | przewóz osób na wózkach · system informacji pasażerskiej · kasowniki · monitoring · zasobniki energii · Internet bezprzewodowy · klimatyzacja przestrzeni pasażerskiej     | 4                  |         |
| Wszystkie pojazdy                           | Wszystkie pojazdy                           | Wszystkie pojazdy                           | Wszystkie pojazdy | 30                 | 30      |
| Udział autobusów niskopodłogowych we flocie | Udział autobusów niskopodłogowych we flocie | Udział autobusów niskopodłogowych we flocie | Udział autobusów niskopodłogowych we flocie | 100%               | 100%    |
| Udział autobusów klimatyzowanych we flocie  | Udział autobusów klimatyzowanych we flocie  | Udział autobusów klimatyzowanych we flocie  | Udział autobusów klimatyzowanych we flocie | 60%                | 60%     |
| Udział autobusów zeroemisyjnych we flocie   | Udział autobusów zeroemisyjnych we flocie   | Udział autobusów zeroemisyjnych we flocie   | Udział autobusów zeroemisyjnych we flocie | 13%                | 13%     |
| Średni wiek pojazdów                        | Średni wiek pojazdów                        | Średni wiek pojazdów                        | Średni wiek pojazdów | 7,9 lat            | 7,9 lat |

### Tabor wycofany z eksploatacji
| Typ autobusu    | Lata kasacji    | Liczba egzemplarzy |
| --------------- | --------------- | ------------------ |
| Jelcz M11       | 1998, 2002-2007 | 19                 |
| Ikarus 260.04   | 1992-1994, 1998 | 9                  |
| Neoplan N4016   | 2012-2014       | 5                  |
| MAN SM182       | 2008            | 1                  |
| Neoplan N4014NF | 2012            | 1                  |
| Neoplan k4016td | 2015 - 2022     | 8                  |

W posiadaniu MZK Wejherowo i wykonujące zadania przewozowe na jego liniach znajdują się pojazdy marki:
- Mercedes Citaro należące do PA Gryf (nr 701) i PKS Gdynia (nr 902, 903, 905 i 908),
- Solaris należące do PA Gryf (nr 702 i 711)
- Mercedes-Benz należące do PKS Gdynia (nr 904), PA Gryf (nr 703)
- MAN należące do PA Gryf (nr 712) i PKS Gdynia (nr 912).

Autobusy mają ubarwienie biało-niebiesko-granatowe. Wszystkie są niskopodłogowe.
Wejherowo jako pierwsze miasto w Polsce zakupiło autobus Solaris Urbino 12 IV generacji. Obecnie posiada piętnaście egzemplarzy tego modelu.
W 2021 r. MZK otrzymało dofinansowanie z Narodowego Funduszu Ochrony Środowiska i Gospodarki Wodnej w ramach projektu Zielony Transport Publiczny na dostawę czterech autobusów elektrycznych oraz budowę ładowarek w zajezdni przy ul. Tartacznej. W lutym 2022 r. rozstrzygnięto przetarg i wybrano ofertę dostawy autobusów marki Solaris Urbino 12 Electric. Pojazdy będą wyposażone m.in. w elektryczne ogrzewanie i asystenta kontroli prawej strony pojazdu. Wszystkie autobusy mają zostać wprowadzone do ruchu przed końcem 2022 r.

## Bilet elektroniczny
MZK Wejherowo w 2005 roku jako jedna z pierwszych spółek w Polsce wprowadziła bilety elektroniczne. Dostępne są w wersji imiennej i na okaziciela. Oprócz elektronicznych biletów 30-dniowych, miesięcznych, 5-dniowych i 24-godzinnych istnieje możliwość doładowania środków na „Portmonetkę Elektroniczną (PE)”, za pomocą której możemy kupować bilety jednoprzejazdowe w kasownikach za niższą cenę. System tzw. portmonetki działa na zasadzie biletów pre-paid. W 2010 roku MZK Wejherowo, jako pierwszy przewoźnik w Polsce wprowadził Internetowy System Obsługi Karty Elektronicznej (ISOKE), dzięki któremu możemy zakupić bilety okresowe i doładować PE bez konieczności wychodzenia z domu.